# بلجیویوزو
بلجیویوزو (به ایتالیایی: Belgioioso) یک کومونه در ایتالیا است که در استان پاویا در لمباردی واقع شده‌است و ۷۵ متر بالاتر از سطح دریا قرار دارد. مساحت بلجیویوزو ۲۴ کیلومترمربع است و در سال ۲۰۰۵ میلادی ۵٬۹۱۴ نفر جمعیت داشته‌است.
این کومونه در ۱۲ کیلومتری شرق شهر پاویا، در میان رودخانهٔ اولونا و رودخانهٔ پو قرار دارد.